# Nuit des paras
La « nuit des Paras », aussi appelée « ratonnade de Metz », est un événement s'étant déroulé dans la nuit du 23 au 24 juillet 1961 à Montigny-lès-Metz puis à Metz. Durant cette nuit, des centaines de militaires, favorables à l'Algérie française — voire ayant participé au putsch des généraux —, se livrent à une ratonnade visant spécifiquement la communauté nord-africaine de la capitale lorraine. Le bilan officiel fait état de quatre morts et plusieurs dizaines de blessés.

## Contexte
Le 1er régiment de chasseurs parachutistes (1er RCP) est envoyé en Algérie à partir de l'automne 1954, au moment où la guerre d'Algérie débute, après la Toussaint rouge. Composé d'environ 1 300 hommes, il se distingue durant la bataille d'Alger de janvier à octobre 1957. En 1961, le régiment est stationné à Philippeville (Skikda), sous le commandement du lieutenant-colonel Plassard. Le 21 avril 1961, il participe au putsch des généraux ; le 25 avril, le putsch échoue. Plassard est écarté du commandement et envoyé devant le tribunal militaire ; le régiment, lui, est rapatrié en France le 6 juillet 1961, et s'installe le 9 en Lorraine, à la caserne Serret, située à Châtel-Saint-Germain, en limite de Moulins-lès-Metz. Lors de leur transfert depuis la gare, dans la nuit du 8 au 9, les Messins sont réveillés par les cris de « Algérie française ! », et peuvent voir dès le lendemain les parachutistes évoluer en tenue de camouflage dans la ville, notant leur agressivité envers la communauté nord-africaine. Le préfet de la Moselle envoie une note au ministre de l'Intérieur alertant sur l'attitude des officiers du 1er RCP, hostiles au gouvernement et toujours favorables aux putschistes, alors prisonniers ou en fuite.
En juillet 1961, la ville de Metz, siège de la région militaire du Nord-Est et ville militaire depuis plusieurs siècles, abrite également une forte population de travailleurs algériens (30 000 dans toute la Lorraine, environ 2 000 dans le quartier de Pontiffroy où l'événement a lieu). Arrivés après la Seconde Guerre mondiale pour servir comme manœuvre dans les usines de la région, les travailleurs algériens, sous-payés, sont logés dans de petites chambres au confort spartiate. Cette communauté a déjà connu les tensions de la guerre d'Algérie, via la lutte entre les deux mouvements indépendantistes, le Mouvement national algérien (MNA) et le Front de libération nationale (FLN) : leur rivalité pour le contrôle de la communauté donne lieu à des dizaines d'assassinats, et d'attentats visant les cafés fréquentés par les nord-africains. En juillet 1961, le FLN contrôle la collecte de fonds et gère la lutte sur le territoire lorrain.
Des heurts sont réguliers entre les Algériens et les militaires, notamment les nouveaux venus du 1er RCP et du 1er GLA (groupe de livraison par air). Le soir du 22 juillet, notamment, une rixe entre une quinzaine d'Algériens et des hommes du GLA a eu lieu au dancing Le Trianon de Montigny-lès-Metz ; un soldat est blessé à la main. Un rapport établi par la 16e brigade de police judiciaire relate la bagarre ; le lendemain soir, un groupe encore plus important de militaires, et notamment de parachutistes, se rend au Trianon avec, selon le rapport, l'intention d'« identifier, voire corriger les Nord-Africains responsables de l'incident de la veille ».

## Nuit du23au24 juillet 1961

### Déroulement
Les militaires sont nombreux au dancing, ouvert aux clients ce dimanche 23 juillet 1961. Le militaire blessé la veille croit reconnaître l'un de ses agresseurs ; les premiers coups partent et les Algériens, peu nombreux, fuient l'établissement, les militaires à leurs trousses. Rattrapés, deux Algériens ouvrent le feu : un appelé du contingent du GLA, Henri Bernaz, meurt sur le coup. Se retrouvant à nouveau face à un groupe de paras, les Algériens tirent à nouveau, blessant un appelé du contingent du RCP, Francis Soro (21 ans), qui décède de ses blessures à l'hôpital Bon-Secours. Au milieu de la fusillade, le barman du Trianon, Jean-Marie Defrannoux (33 ans), est également tué.
Pour venger la mort de leur collègue, la soixantaine de parachutistes présents dans la boîte de nuit vont chercher des renforts dans les casernes Serret et Raffenel. Plus tard, trois cents « bérets rouges » déferlent sur la ville, par camions militaires ou en taxi, puis quadrillent le centre-ville et le quartier de Pontiffroy par groupe de quinze, armés de bouteilles, de bâtons, de couteaux et de quelques armes à feu. Tout homme suspecté d'être d'origine maghrébine est violemment frappé. Des hommes sont ainsi agressés au jardin botanique, dans un café marocain de la rue Pasteur, au buffet de la gare de Metz (où une centaine de militaires saccage le mobilier et agressent les consommateurs à la peau foncée), dans la rue des Jardins, au Pontiffroy. Un Italien est molesté et finit à l'hôpital. Un Algérien, Embarek Aougeh, marchand ambulant, est abattu par balles rue Gambetta (à plusieurs kilomètres du Trianon), près du kiosque à journaux.
La ratonnade dure plusieurs heures. Selon les autorités civiles et militaires, elle se termine à 3 heures du matin, les militaires étant alors tous rentrés dans leurs casernes respectives. Le bilan officiel est de quatre morts (trois au Trianon, un à Metz), et 28 blessés enregistrés dans les hôpitaux. Il faut sans doute ajouter plusieurs dizaines d'autres blessés, qui ne se sont pas rendus dans un établissement public pour être soigné par crainte des autorités. Des témoignages à chaud (recueillis par les journalistes parisiens de Libération, L'Humanité, L'Express) relatent également des scènes de lynchage, des hommes poussés dans la Moselle depuis les ponts du Pontiffroy ; d'autres suspectent l'existence de cadavres que les militaires auraient fait disparaître. Certains témoignages font enfin état de violences encore en cours envers des Nord-Africains dans la matinée du 25 juillet.

### Suites et conséquences
Le mardi 25 juillet 1961, Le Républicain lorrain titrera en une : « La nuit sanglante de Metz ». Le 26 juillet, la Ligue des droits de l'homme émet « sa plus ferme protestation, non seulement contre les sanglantes représailles d'un groupe important de parachutistes contre des travailleurs algériens, mais aussi contre leur inspiration raciste », tandis que l'éditorial de L'Est républicain dénonce « la loi du talion [qui] est une loi barbare ». Le Républicain lorrain parle d'un « raid de tueurs nord-africains » ayant provoqué, en représailles, « une expédition punitive de 300 paras armés de bouteilles dans les bas quartiers de Metz ».
La population maghrébine est retenue par les autorités civiles dans des zones de la ville interdites aux militaires. Une note, classée « secret confidentiel », est rédigée le 25 juillet par le lieutenant-colonel Gauroy, commandant le groupement de gendarmerie de la Moselle, et transmis à sa hiérarchie, décrivant les événements de la nuit. Le préfet de la Moselle écrit au ministre de l'Intérieur, Roger Frey, pour lui indiquer que, même si l'incident du Trianon est à mettre sur le compte d'une provocation du FLN, de nombreux incidents ont opposé les parachutistes et la « forte colonie musulmane messine », citant les nombreuses agressions sporadiques dont font état ses services durant le mois. Le 30 juillet, c'est le directeur de cabinet du préfet qui écrit que les autorités militaires cherchent à « justifier à la fois la présence et le comportement des parachutistes par un danger FLN certain sur Metz », tentant de justifier ainsi « des actes inconsidérés (véritables provocations) contre des Algériens souvent inoffensifs, actes qui semblent entrer dans le cadre raciste de ce que l'on appelle “la chasse au faciès” ».
Deux enquêtes judiciaires sont décidées : une sur les trois morts du Trianon, une sur ce qui s'est passé dans la ville ensuite - y compris le meurtre d'Embarek Aougeh. Concernant la première enquête, moins de trois semaines après les faits, trois Algériens membres du FLN sont arrêtés et admettent leur culpabilité, ajoutant que le 22 juillet, ils avaient rencontré un responsable du FLN qui leur avait remis à chacun un pistolet pour donner une leçon aux paras, responsables de plusieurs agressions contre leur communauté. Si la première enquête est donc couronnée de succès, la seconde n'en obtient aucun : malgré un rapport de 300 pages remis en novembre 1961 à un juge d'instruction du tribunal de Metz, aucune poursuite contre un militaire n'est engagée. La seule sanction à laquelle est soumise le régiment est une consignation de quarante-huit heures dans ses quartiers, et une assignation de son commandant durant deux semaines.
Francis Soro, l'un des deux militaires tués, est déclaré mort pour la France,,, et reçoit la médaille militaire à titre posthume,.

## Un travail de mémoire
Les événements de la nuit du 23 au 24 juillet 1961 à Metz ont peu retenu l'attention des historiens jusqu'à la thèse de doctorat de l'historien franco-allemand Lucas Hardt soutenue en 2016. Jusqu'alors, seuls des journalistes, et notamment ceux du Républicain lorrain, se sont penchés sur cette nuit messine de 1961. Pour l'opinion publique, l'explication de la rixe tient à une rivalité galante liée à une jeune femme, hypothèse non démontrée et que Lucas Hardt met à mal en citant le rapport sur la rixe du 22 juillet.
En 2011, le journaliste Jean-Baptiste Allemand, alors étudiant en licence de webjournalisme à l'université Paul-Verlaine de Metz, publie un reportage vidéo sur le sujet. Il est conseillé pour ce travail par l'historienne Laura Tared, qui a rédigé une thèse de doctorat d'histoire en 1987 intitulée Interprétations et répercussions de la guerre d'Algérie en Lorraine sans pour autant aborder la nuit du 23 juillet. Jean-Baptiste Allemand écrit en 2016 une maitrise d'histoire à ce sujet, interviewant les protagonistes et les témoins de l'époque.
À l'occasion du 55e anniversaire de l'événement, un collectif (Juillet 1961) est créé en juillet 2016 pour assurer le travail de mémoire et tenter de faire la lumière sur cette nuit. Son président, Yvon Schleret, qui avait 15 ans en 1961, explique qu'« il s'agit pour nous de rendre hommage aux victimes, mais aussi et surtout d'un acte de réconciliation ».
En 2020, Pierre Hanot a publié le roman Aux vagabonds l'immensité inspiré de l'événement.
En 2021, une classe de terminale au lycée Jeanne-d'Arc à Nancy effectue un travail de recherche afin de produire des notices sur la période, et notamment sur cet événement.
En juillet 2021, le maire de Metz, François Grosdidier, refuse la pose d'une plaque commémorative.